# اخرس

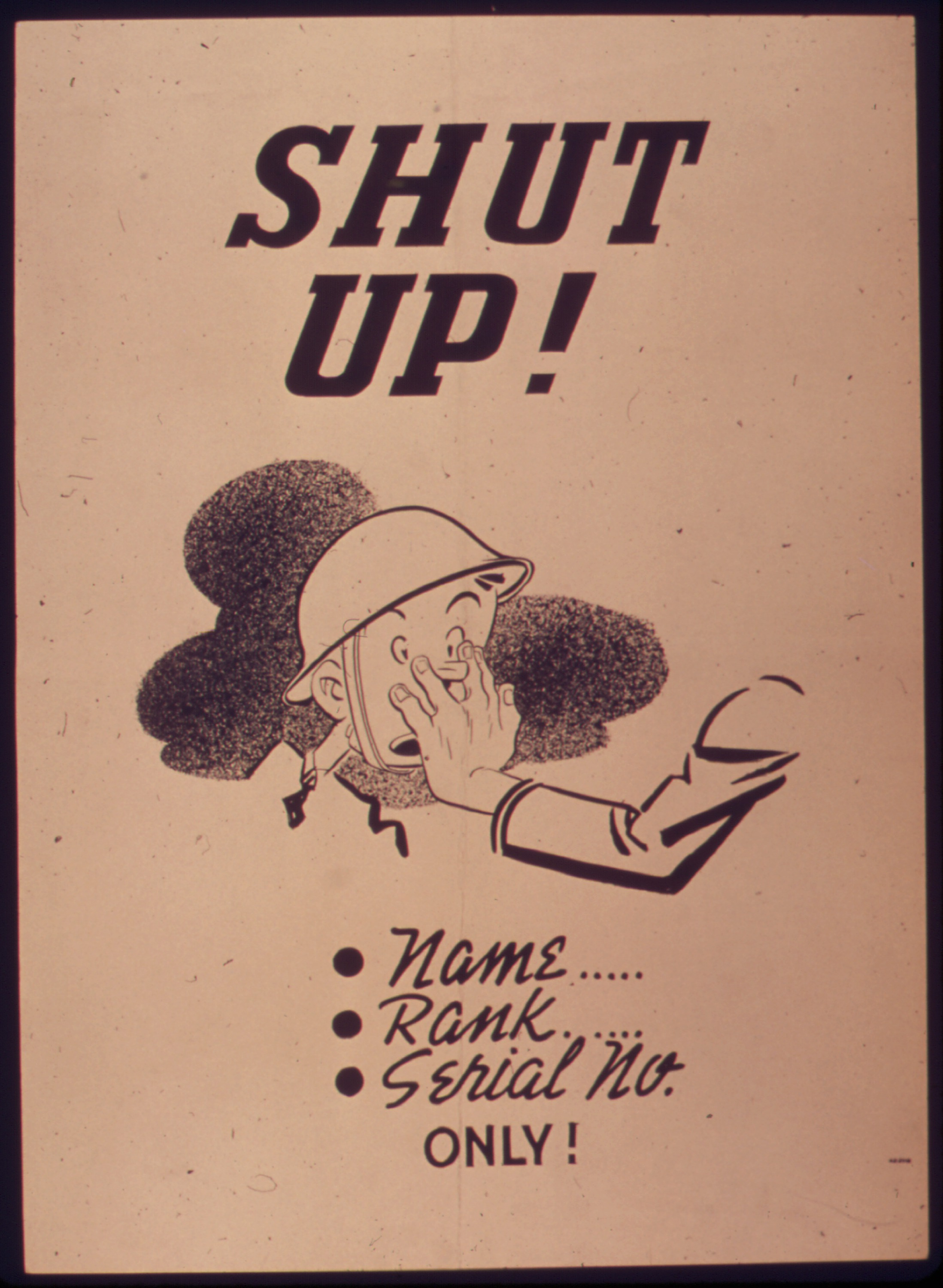
لافتة "اخرس!"

ذات معنى مشابه لـ «إلزم الهدوء» ولكن بتشديد أكبر علي صيغة الجملة الآمرة لالتزام الصمت والتوقف عن إحداث الضجيج أو الكلام، وهي تُعد اختصاراً لجملة «اقفل فمك» أو «احكم إغلاق فمك»
و عامةً تُعد نوعاً من الوقاحة إنْ قيلت وقد تعد أحياناً كسبة من قِبل بعضهم.
وفي بعض الأحيان كلمة أخرس إلي أسم عائلة في المنطقة العربية

## معاني أخري
- shut your mouth up
- shut up your mouth

## كأسم عائلة
هناك العديد من الأمثلة علي أشخاص معروفين لقبهم ينتهي بأسم أخرس مثل :
- عبد الغفار الأخرس، (1804-1873) شاعر عراقي.
- هشام إبراهيم الأخرس، كاتب ومؤلف أردني.
- محمد غازي الأخرس، كاتب ومؤلف عراقي.
- آيات الأخرس، شابة فلسطينية فجرت نفسها في متجر بالقدس.
- أسماء الأخرس، زوجة الرئيس السوري بشار الأسد.
- فواز الأخرس،والد أسماء الأخرس